# Estrilda becgrossa escarlata
El estrilda becgrossa escarlata (Pyrenestes sanguineus) és una espècie d'ocells estríldids trobats a Àfrica. S'ha estimat que el seu hàbitat aconsegueix els 430.000 km².
Es pot trobar a Burkina Faso, Côte d'Ivoire, Gàmbia, Guinea, Guinea Bissau, Libèria, Mali, Senegal i Sierra Leone. El seu estat de conservació segons la Llista Vermella és de baix risc (LC).